# Mesoleius urbanus
Mesoleius urbanus är en stekelart som beskrevs av Teunissen 1945. Mesoleius urbanus ingår i släktet Mesoleius och familjen brokparasitsteklar. Inga underarter finns listade i Catalogue of Life.